# Geyria omana
Geyria omana är en insektsart som beskrevs av Hölzel 1987. Geyria omana ingår i släktet Geyria och familjen myrlejonsländor. Inga underarter finns listade i Catalogue of Life.